# Gianmarco Di Francesco
Gianmarco Di Francesco (Sant'Omero, Província de Teramo, 2 d'agost de 1989) és un ciclista italià professional des del 2014.

## Palmarès
- 2005
  - 1r a la Coppa San Sabino
- 2014
  - Vencedor d'una etapa al Giro del Friül-Venècia Júlia
- 2015
  - 1r al Gran Premi de la Indústria del marbre
  - 1r al Trofeu Ciutat de Brescia